# Frank Sampedro
Pour les articles homonymes, voir Sampedro.
Frank "Poncho" Sampedro, né le 25 février 1949, était le guitariste du groupe de rock Crazy Horse en remplacement Danny Whitten de 1975 à 2014. Il a ensuite pris sa retraite vivant à Hawai.

## Discographie

### En tant que membre de Crazy Horse
- Crazy Moon (1978),
- Left for Dead (1989),
- Gone Dead Train: Best of Crazy Horse (2005),
- Scratchy: The Complete Reprise Recordings (2005).

### Avec Neil Young and Crazy Horse
- Zuma (1975),
- Rust Never Sleeps (1979),
- Live Rust (1979),
- Trans (1981),
- Life (1987),
- Ragged Glory (1990),
- Arc (1991),
- Weld (1991),
- Sleeps with Angels (1994),
- Broken Arrow (1996),
- Year of the Horse (1997),
- Are You Passionate? (2002) : un seul titre "Going home",
- Americana (2012)
- Psychedelic Pill (2012)

### Avec Neil Young
- American Stars 'n Bars (1977)
- Comes A Time (1977)
- Trans (1982)
- This Note's For You (1988)
- Freedom (1989)
- Chrome Dreams II (2007)

### Avec d'autres artistes
- Glimmer, Kevin Salem, 1996
- Harlem, Shawn Amos, 2000

## Filmographie
- 1998 : Year of the Horse de Jim Jarmusch